# Malakoff – Plateau de Vanves (Métro Paris)
Malakoff – Plateau de Vanves ist eine unterirdische Station der Pariser Métro. Sie befindet sich unterhalb des Bahndammes der Bahnstrecke von Paris-Montparnasse nach Versailles im Pariser Vorort Malakoff. Sie wird von der Métrolinie 13 bedient.
Die Station wurde am 9. November 1976 in Betrieb genommen, als der Abschnitt der Linie 13 von der Station Porte de Vanves bis zur Station Châtillon – Montrouge eröffnet wurde.